# Kenny Gaines
Pour les articles homonymes, voir Gaines.
Kenny Gaines, né le 28 janvier 1994 à Atlanta en Géorgie, est un joueur américain de basket-ball. Il évolue au poste d'arrière.

## Biographie

### Carrière universitaire
Il passe ses quatre années universitaires à l'université de Géorgie où il joue pour les Bulldogs.

### Carrière professionnelle
Le 23 juin 2016, lors de la draft 2016 de la NBA, automatiquement éligible, il n'est pas sélectionné. En juillet 2016, il participe à la NBA Summer League 2016 de Las Vegas avec les Rockets de Houston où il a des moyennes de 7,4 points, 2,0 rebonds et 0,4 passe décisive en 13,2 minutes par match.
Le 16 août 2016, il signe son premier contrat professionnel en France à l'Olympique d'Antibes,.

## Clubs successifs
- 2016-2017 :  Olympique d'Antibes (Pro A)
- 2017-2019 :  Utenos Juventus (LKL)
- 2019-2020 :
  -  Bertram Tortona (Serie A2)
  -  Latina Basket (Serie A2)

## Statistiques

### Universitaires
Les statistiques de Kenny Gaines en matchs universitaires sont les suivantes :
| Saison    | Équipe   | Matchs | Titul. | Min./m | % Tir | % 3pts | % LF | Rbds/m. | Pass/m. | Int/m. | Ctr/m. | Pts/m. |
| --------- | -------- | ------ | ------ | ------ | ----- | ------ | ---- | ------- | ------- | ------ | ------ | ------ |
| 2012-2013 | Géorgie  | 30     | 0      | 10,3   | 36,8  | 34,9   | 65,5 | 1,13    | 0,33    | 0,23   | 0,30   | 3,73   |
| 2013-2014 | Géorgie  | 32     | 32     | 28,3   | 44,4  | 37,5   | 78,4 | 2,47    | 0,97    | 0,69   | 0,75   | 12,97  |
| 2014-2015 | Géorgie  | 31     | 29     | 30,0   | 41,3  | 36,8   | 71,3 | 3,39    | 1,61    | 1,16   | 0,90   | 11,71  |
| 2015-2016 | Géorgie  | 34     | 33     | 29,2   | 38,2  | 38,3   | 74,4 | 2,91    | 1,00    | 0,82   | 0,68   | 12,76  |
| Carrière  | Carrière | 127    | 94     | 24,7   | 40,7  | 37,4   | 74,1 | 2,50    | 0,98    | 0,73   | 0,66   | 10,43  |